# Helicodiscus hexodon
Helicodiscus hexodon é uma espécie de gastrópode da família Endodontidae.
É endémica dos Estados Unidos da América.